# Заприп'ять
Запри́п'ять — село в Україні, у Самарівській сільській громаді Ковельського району Волинської області. Населення становить 114 осіб.

## Географія
Село розташоване на лівому березі річки Прип'ять.

## Історія
У 1906 році хутір Хотешівської волості Ковельського повіту Волинської губернії. Відстань від повітового міста 87 верст, від волості 26. Дворів 9, мешканців 61.
До 9 жовтня 2016 року село входило до складу Залухівської сільської ради Ратнівського району Волинської області.

## Населення
Згідно з переписом УРСР 1989 року чисельність наявного населення села становила 118 осіб, з яких 58 чоловіків та 60 жінок.
За переписом населення України 2001 року в селі мешкало 113 осіб. 100 % населення вказало своєю рідною мовою українську мову.

## Відомі люди
- Андрушків Світлана Борисівна (19 березня 1971) — українська співачка, культурно-громадська діячка.